# یامانسو
یامانسو (به لاتین: Yamansu) یک منطقهٔ مسکونی در روسیه است که در شهرستان نوولاکسکی واقع شده‌است.